# Pyrenula massariospora
Pyrenula massariospora är en lavart som först beskrevs av Karl Starbäck, och fick sitt nu gällande namn av R. C. Harris. Pyrenula massariospora ingår i släktet Pyrenula och familjen Pyrenulaceae.   Inga underarter finns listade i Catalogue of Life.